# Danielle Veira
Danielle Veira (Paramaribo, 11 november 1970) is een Surinaams militair en bestuurder. Ze heeft de rang luitenant-kolonel. In 2016 kreeg ze de leiding over de Centrale Inlichtingen en Veiligheidsdienst die ze met het Bureau Nationale Veiligheid fuseerde tot het Directoraat Nationale Veiligheid. Ze leidt sindsdien deze organisatie en is een van de twee directeuren in het Kabinet van de President. Daarnaast is ze sinds begin 2020 directeur van het COVID-19 Crisis Management Team.

## Biografie

### Studie
Veira studeerde  aan de Anton de Kom Universiteit van Suriname (AdeKUS) en slaagde hier in 2001 als meester in de rechten in internationaal recht, strafrecht, contractenrecht, handelsrecht en grondrecht. In 2003 slaagde ze voor een diploma in internationale relaties van de IISS (Den Haag) / Lim A Po (Paramaribo) en in 2006 behaalde ze een mastergraad in internationale ontwikkelingssamenwerking aan de Duke University Durham, NC. In hetzelfde jaar behaalde ze een certificaat in internationale vrede en conflict aan de Universiteit van Chapel Hill, NC, en een jaar later in internationale relaties aan de AdeKUS. Van 2014 tot 2015 studeerde ze opnieuw op masterniveau, met een studie in internationale strategische veiligheidsstudies / internationale terrorismebestrijding aan de National Defense University in Washington D.C.

### Loopbaan
Ondertussen werkte ze van 2000 tot 2004 als jurist, juridisch adviseur, docent en stafmedewerker voor het ministerie van Defensie en het Nationale Leger. Vervolgens was ze op het ministerie van 2006 tot 2010 hoofd Internationale Zaken en aansluitend onderdirecteur.

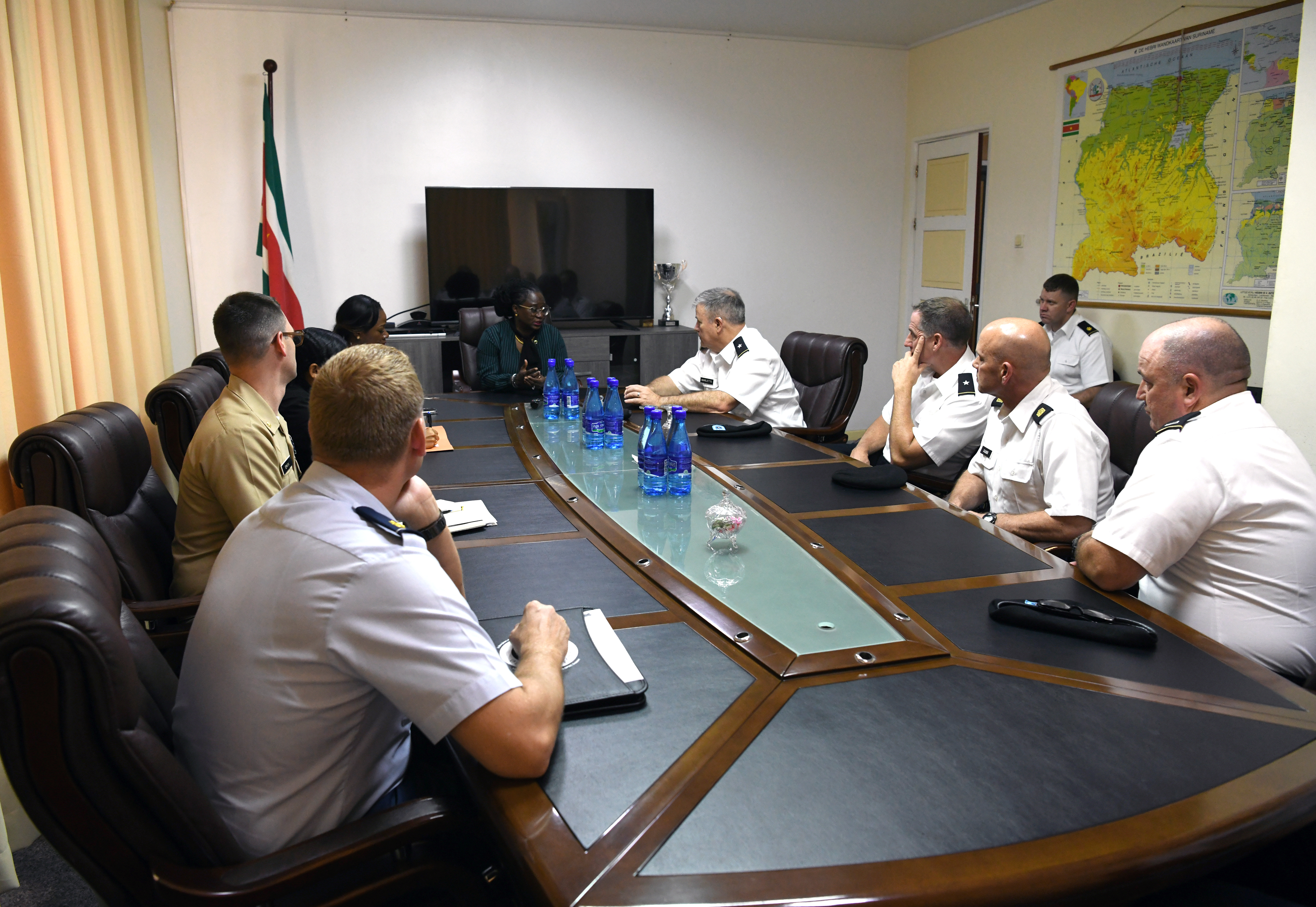
Veira ontvangt US National Guard, 2019

In 2016, ze was inmiddels bevorderd tot de rang van luitenant-kolonel, werd ze benoemd tot directeur van de Centrale Inlichtingen- en Veiligheidsdienst (CIVD), als opvolger van Hans Jannasch. Doordat ze de opdracht meekreeg de veiligheidsinstituten van Suriname samen te voegen, werd ze eveneens opvolger van Melvin Linscheer die de leiding had over het Bureau Nationale Veiligheid (BNV). Aansluitend nam ze de leiding op zich van het Directoraat Nationale Veiligheid, de opvolger van beide veiligheidsinstituten. Ernaast was ze eerst onderdirecteur en daarna directeur van het Kabinet van de President. Ook is ze sinds 2016 parttime hoogleraar aan de AdeKUS.
Twee jaar na haar aantreden herschikte ze meerdere posities binnen het Directoraat Nationale Veiligheid, waarbij zeven hooggeplaatste ambtenaren uit hun functie werden gezet.
Een terugkerend thema in haar werk is het tegengaan van het imago van Suriname als drugsdoorvoerland. Slechts een fractie van de containers werd in de loop van de jaren fysiek gecontroleerd op illegale zaken. In september 2019 presenteerde ze een nationaal masterplan in de bestrijding van drugs.
In februari 2021 werd ze als directeur van het DNV ontheven en opgevolgd door een Interim Managementteam (IMT-DNV).

### Coronacrisis
Sinds de vaststelling van de eerste besmetting in Suriname met SARS-CoV-2 op 13 maart 2020 treedt Veira naar voren als directeur van het COVID-19 Crisis Management Team. Nadat evenementen in het land waren verboden en ze bericht kreeg dat jongeren een coronaparty ("Tequilaparty") wilden organiseren, ging haar volgende reactie aan hen viraal: Ga naar die tequilaparty! ... je ziet waar je de tijd zult doorbrengen de volgende avond ... We gaan jullie allemaal oppakken, want jullie gaan niemands leven in gevaar brengen. Doe 't!
Nadat op 24 maart de besmetting bekend werd van de Franse ambassadeur Antoine Joly, ging Veira in thuisquarantaine omdat zij in contact was geweest met Joly. De ingangsdatum van haar quarantaineperiode gold formeel sinds het moment van mogelijke besmetting op 17 maart, en eindigde op 2 april. Haar leiding over het Managementteam werd in deze tijd kortstondig overgenomen door Jerry Slijngard, terwijl ze zelf vanuit huis de zaken waarnam. Hier werd zij op 16 juli 2020 opgevolgd door Maaltie Sardjoe. Wel bleef ze aan in haar functie als directeur van het Bureau Nationale Veiligheid.